# Уяздовская аллея

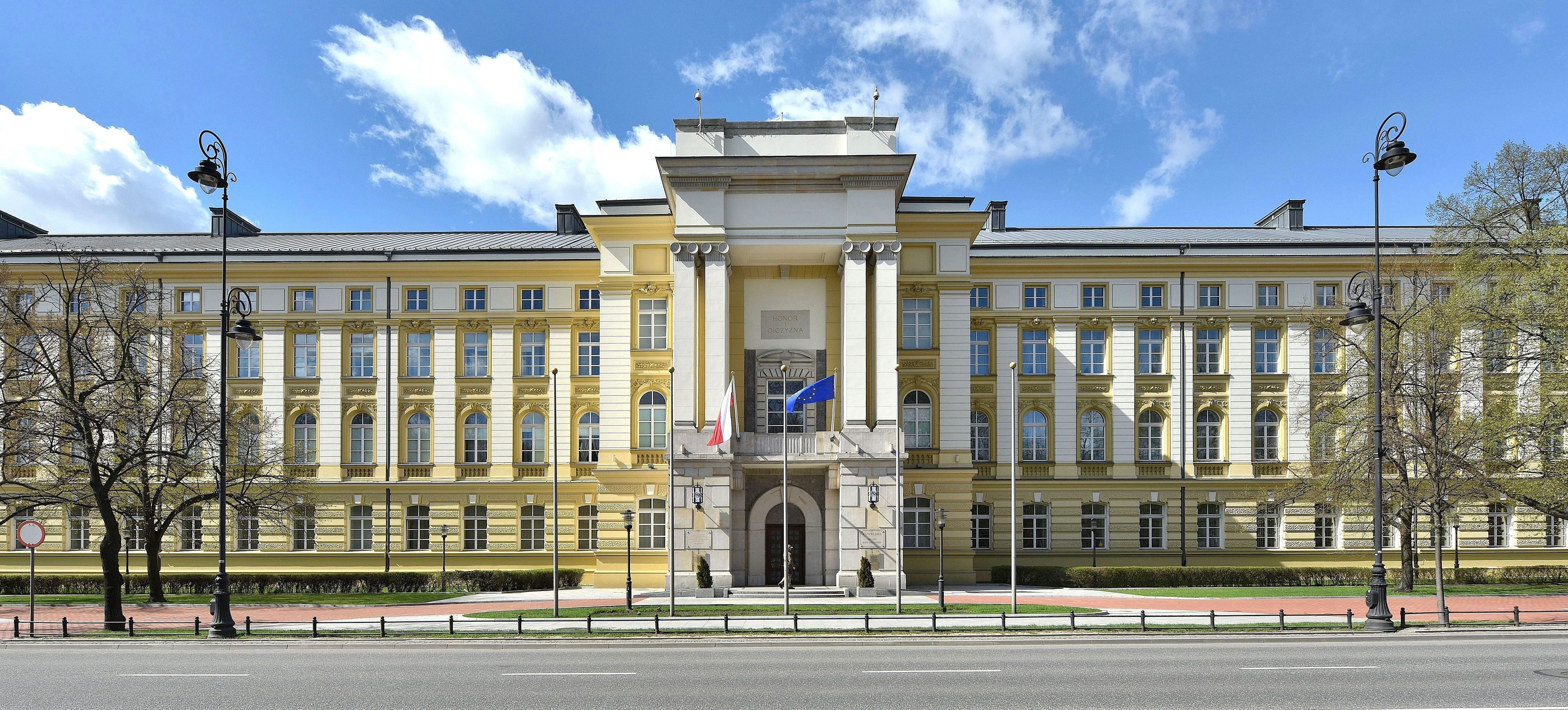
Здание резиденции премьер-министра Польши

Уяздовская аллея (пол. Aleje Ujazdowskie) — улица в Средместье Варшавы, Польша. Является важной магистралью города.
Была проложена в 1724—1731 годах как Кавалерийская дорога по приказу короля Августа II. В 1766 году стала частью Королевского тракта, вела к Бельведерскому дворцу. Во второй половине XIX века здесь были построены многие виллы и дворцы, принадлежащие польской аристократии и промышленникам. После восстановления польской независимости в 1918 году многие из этих домов были преобразованы в посольства. Во время Второй мировой войны аллею планировалось превратить в немецкий район, в соответствии с Пабст Планом. Нацистские власти переименовали улицу в Lindenallee, а позже в Siegenallee. Во время Варшавского восстания улица и окрестные дома были разрушены. Восстановительные работы продолжались до 1955 года В 1953 году, после смерти Сталина, улицу переименовали в проспект Сталина (Aleja Stalina). Три года спустя историческое название было возвращено.
Уяздовская аллея берёт начало от Бельведерского дворца и проходит до площади Трёх Крестов. Имеет протяжённость 1,6 км. Здесь находятся многие известные исторические здания, виллы и дворцы, такие как резиденция премьер-министра, Уяздовский дворец, Уяздувский парк, Лазенковский парк (Łazienki Park), Ботанический сад, министерство юстиции, Церковь Святого Александра и множество посольств, в том числе Швейцарии, США, Великобритании, Новой Зеландии, Болгарии и Литвы.
Аллея используется также для ежегодных военных парадов в День Войска Польского (15 августа).